# Tillandsia plumosa
Tillandsia plumosa là một loài thuộc chi Tillandsia. Đây là loài bản địa của México.